# Deborah Davis
Deborah Davis é uma produtora cinematográfica e roteirista inglesa. Como reconhecimento, foi nomeada ao Óscar 2019 na categoria de Melhor Roteiro Original por The Favourite (2018).